# Ministerie van Sociale Zaken en Volkshuisvesting
Het ministerie van Sociale Zaken en Volkshuisvesting (SoZaVo) is een ministerie in een monumentaal pand aan de Waterkant 30-32 in Paramaribo, Suriname.
Het ministerie biedt ondersteuning aan kinderen, jeugdigen, senioren, gehandicapten, dak- en thuislozen, woningzoekenden en minima.